# Кайюань (Чаочжоу)

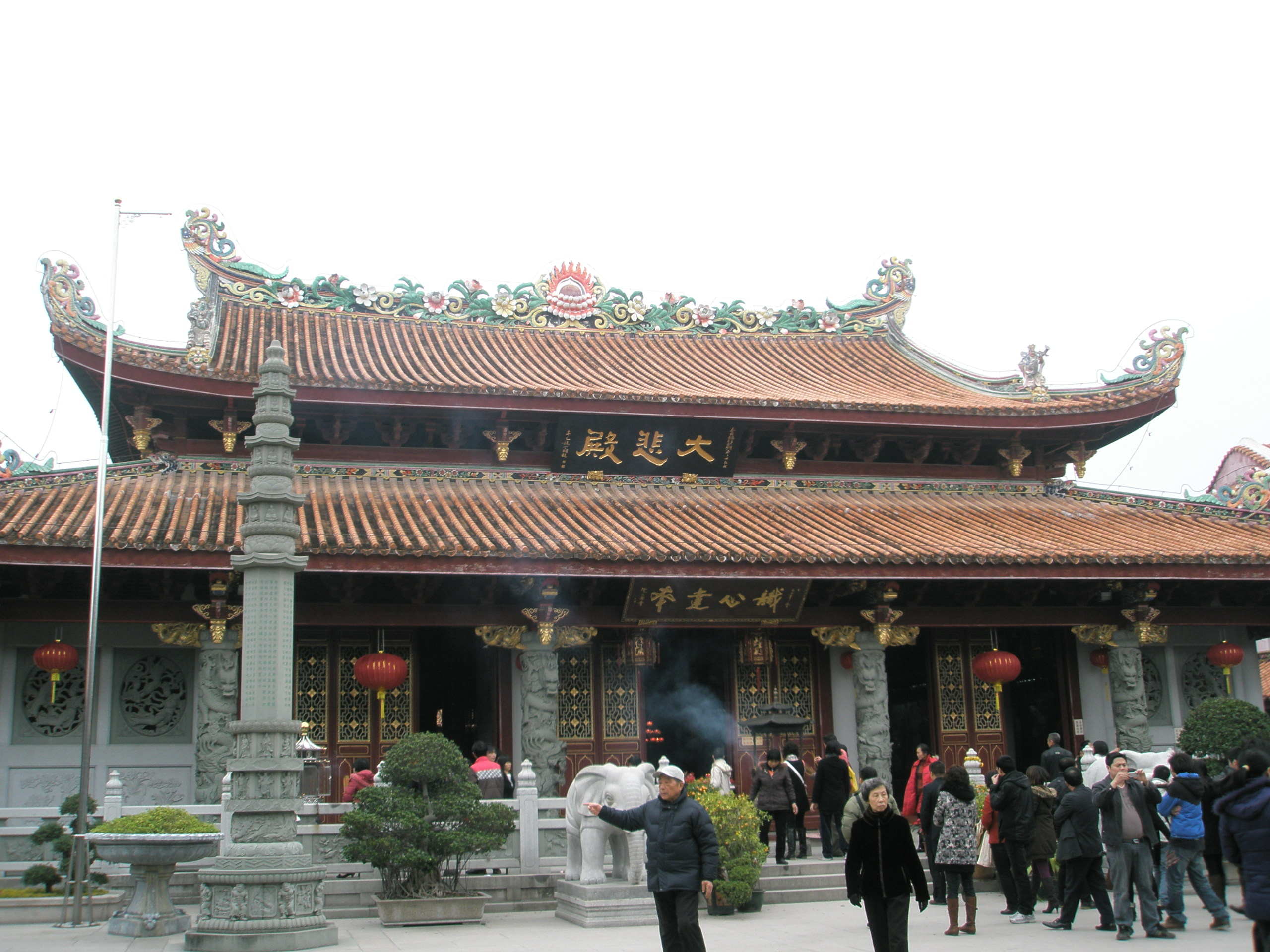

Кайюаньсы

Кайюань-сы — действующий буддийский храм в городе Чаочжоу провинции Гуандун, основанный в 738 году во время правления Сюань-цзуна, императора династии Тан. Название по девизу правления 713—741.
Дворец Тяньвань (天王 , «Небесный король») этого храма известен как шедевр древнекитайского деревянного зодчества. Все детали скреплены соединением «ласточкин хвост», что объясняет отсутствие трещин, несмотря на климат. Дворец состоит из четырех комнат, расположенных вдоль оси север-юг:
- палата буддийского защитника;
- зал небесных хранителей;
- зал Шакьямуни;
- комната сутр.

В храм хранятся реликвии: полное собрание буддийских сутр «Трипитака» в 7200 томах (монахи организуют каждое лето церемонии сушки сутр), пергамент из Аватамсака-сутра, написанный за три года монахом Жичэн кровью собственного языка, 475-килограммовая арома-лампа, вырезанная из метеорита, который упал в этой местности в 1325 году.